# محمية السليل الطبيعية
محمية السليل الطبيعية محمية في سلطنة عمان، تقع في محافظة جنوب الشرقية في ولاية الكامل والوافي. تبلغ مساحة المحمية 220 كيلومتر مربع (85 ميل مربع) وتغطيها أشجار السمر، وتحوي العديد من الحيوانات مثل الغزال العربي والثعلب الأحمر والرخمة.